# 奥正之
奥 正之（おく まさゆき、1944年（昭和19年）12月2日 - ）は、日本の銀行家。三井住友フィナンシャルグループ名誉顧問。公益社団法人大阪フィルハーモニー協会理事長。住友財団理事。

## 人物
長野県上田市生まれ。小学校4年まで父親の赴任地であった上田で過ごし、小学5年のとき、京都に移る。
洛星高等学校卒業前、現役で京都大学工学部を受験するも不合格となり、1年後に志望先を法学部に変えて合格する。当時助教授だった川又良也（商法、アメリカ海事法）ゼミの一期生で、川又とは飲み屋で議論を交わした。
大学卒業後、住友銀行に入行。同期に楽天証券会長・楽天銀行社長を歴任した國重惇史がいる。人事調書に「これからは国際法務に強いスタッフを養成する必要がある」と書いたことがきっかけとなり、留学の辞令が出て、27歳から2年間、米国ミシガン・ロースクールで学ぶ。
2005年から11年まで、三井住友銀行頭取を務め、2006年に取締役専務執行役員だった宿澤広朗が心筋梗塞で急逝した際には、告別式で弔辞を読み上げた。

## 来歴
- 1968年（昭和43年）- 京都大学法学部卒業後、住友銀行入行。
- 1991年（平成3年）- シカゴ支店長
- 1994年（平成6年）6月 - 同取締役
- 1998年（平成10年）11月 - 同常務取締役
- 1999年（平成11年）6月 - 同常務取締役兼常務執行役員
- 2001年（平成13年）
  - 1月 - 同専務取締役兼専務執行役員
  - 4月 - 三井住友銀行専務取締役兼専務執行役員
- 2002年（平成14年）12月
  - 同取締役辞任。
  - 三井住友フィナンシャルグループ専務取締役
- 2003年（平成15年）6月
  - 同取締役退任。
  - 三井住友銀行代表取締役副頭取兼副頭取執行役員
- 2005年（平成17年）6月
  - 三井住友フィナンシャルグループ代表取締役会長
  - 三井住友銀行代表取締役頭取兼最高執行役員
- 2011年（平成23年）4月 - 三井住友フィナンシャルグループ取締役会長[3]
  - 4月～6月 一般社団法人全国銀行協会暫定会長
- 2012年（平成24年） - 役員報酬1億2100万円。
- 2013年（平成25年） - 役員報酬1億2200万円[4]。
- 2015年（平成27年） - 公益社団法人大阪フィルハーモニー協会理事長[5]
- 2017年（平成29年）
  - 4月 - 三井住友フィナンシャルグループ取締役
  - 7月 - 三井住友フィナンシャルグループ名誉顧問[6]

## 著書
- 『私の履歴書 金融はまだまだ面白い』日本経済新聞出版、2020年3月。ISBN 978-4532358518